# Natty Dread
Natty Dread is het zevende studioalbum van de Jamaicaanse reggaegroep Bob Marley & The Wailers, uitgebracht op 25 oktober 1974.
Het is het eerste album dat uitgebracht werd als Bob Marley & The Wailers (in tegenstelling tot The Wailers) en het eerste album zonder Peter Tosh en Bunny Wailer. Ook is Natty Dread het eerste album dat is opgenomen met de I Threes, een vrouwelijk zangtrio dat bestond uit Bobs vrouw Rita Marley samen met Judy Mowatt en Marcia Griffiths. Het album bevat het nummer "No Woman, No Cry", waarvan de live-versie (Lyceum Theatre, Londen 1975) een grote internationale hit werd en op het compilatiealbum Legend werd opgenomen.

## Nummers

### Originele uitgave
| Nr. | Titel                                                          | Duur |
| --- | -------------------------------------------------------------- | ---- |
| 1.  | Lively Up Yourself (Bob Marley)                                | 5:29 |
| 2.  | No Woman, No Cry (Vincent Ford)                                | 4:06 |
| 3.  | Them Belly Full (But We Hungry) (Lecon Cogill/Carlton Barrett) | 3:10 |
| 4.  | Rebel Music (3 O'Clock Roadblock) (Aston Barrett/Hugh Peart)   | 6:40 |

| Nr. | Titel                                        | Duur |
| --- | -------------------------------------------- | ---- |
| 1.  | So Jah S'eh (Rita Marley/Willy Francisco)    | 4:25 |
| 2.  | Natty Dread (Rita Marley)                    | 3:33 |
| 3.  | Bend Down Low (Bob Marley)                   | 3:10 |
| 4.  | Talkin' Blues (Lecon Cogill/Carlton Barrett) | 4:06 |
| 5.  | Revolution (Bob Marley)                      | 4:20 |

| Nr. | Titel                | Duur |
| --- | -------------------- | ---- |
| 1.  | Am-A-Do (Bob Marley) | 3:20 |

"Am-A-Do" is opgenomen tijdens de Natty Dread-sessies en voor het eerst uitgebracht op het livealbum Talkin' Blues in 1991.

## Medewerkers
Muzikanten
- Bob Marley - zang, slaggitaar
- Aston Barrett - basgitaar
- Carlton Barrett - drums, percussie
- Bernard Harvey - piano, orgel
- Al Anderson - gitaar
- I Threes - achtergrondzang

Productie
- Chris Blackwell - productie
- The Wailers - productie
- Sylvan Morris - geluidstechniek
- Phil Ault - geluidstechniek
- Tony Wright - grafische vormgeving

Bob Marley · Junior Braithwaite · Beverley Kelso · Bunny Wailer · Peter Tosh · Cherry Smith · Constantine "Vision" Walker · Earl "Chinna" Smith · Aston Barrett · Joe Higgs · Earl Lindo · Carlton Barrett · Al Anderson · Alvin Patterson · Junior Marvin · Donald Kinsey · Tyrone Downie · I Threes (Rita Marley · Marcia Griffiths · Judy Mowatt)